# Secretaría de Marina (Argentina)
La Secretaría de Marina, creada en 1958 con dependencia del Ministerio de Defensa Nacional, tuvo con incumbencia todos los asuntos relacionados con la Armada Nacional (actual Armada Argentina). Fue el despacho del arma naval bajo el ministerio de carácter civil aunque reportaba de forma directa al presidente de la República. La sustituyó el despacho del Comando de Operaciones Navales a fines de 1966.

## Historia
Fue creada el 13 de junio de 1958 en cumplimiento del artículo 17.º de la Ley Orgánica de Ministerios (n.º 14 439), sancionada y promulgada durante el Gobierno de Arturo Frondizi. Sus competencias atendían todo lo relacionado con el mar a fines de navegación y defensa, de acuerdo al artículo 26.º de la mencionada ley.
El 23 de septiembre de 1966, el dictador Juan Carlos Onganía confeccionó una nueva Ley Orgánica de Ministerios (n.º 16 956), que transfirió las competencias de la Secretaría de Marina al Comando de Operaciones Navales. De este modo, la Secretaría de Marina fue eliminada del gabinete de Argentina.

## Titulares
| N.º | Secretario                             | Período                                 | Presidente                                  |
| --- | -------------------------------------- | --------------------------------------- | ------------------------------------------- |
| 1   | Adolfo Baltasar Estévez Alte.          | desde el 13 de junio de 1958            | Arturo Frondizi                             |
| 2   | Gastón Clement Alte.                   | desde el 27 de julio de 1959            | Arturo Frondizi                             |
| 3   | Gastón Clement Alte.                   | desde el 5 de abril de 1962             | Arturo Frondizi                             |
| 4   | Carlos Alberto Kolungia Clte.          | 24 de septiembre-6 de diciembre de 1962 | Arturo Frondizi José María Guido (de facto) |
| 5   | Carlos Alberto Garzoni                 | desde el 6 de diciembre de 1962         | José María Guido (de facto)                 |
| 6   | Carlos Alberto Kolungia Clte.          | desde el 8 de abril de 1963             | José María Guido (de facto)                 |
| 7   | Manuel A. Pita Clte.                   | desde el 12 de octubre de 1963          | José María Guido (de facto)                 |
| 8   | Benigno Ignacio Marcelino Varela Alte. | desde el 30 de junio de 1966            | Juan Carlos Onganía (de facto)              |